# Ligne de tramway 16 (SNCV Groupe de Mons-Borinage)
La ligne 16 est une ancienne ligne de tramway du Groupe de Mons-Borinage de la Société nationale des chemins de fer vicinaux (SNCV) qui a fonctionné entre le 31 août 1935 et le 28 août 1955.

## Histoire
La ligne est mise en service en traction électrique sous l'indice O le 31 août 1935 entre la gare de Mons et celle d'Obourg (nouvelle section Mons Clef du Bois - Obourg Station-État, capital 27),.
En 1936, l'indice O est remplacé par le numéro 16.
La ligne 17 Mons Station-État - Maurage Étincelle est supprimée le 31 juillet 1936, à cette date ou quelques mois après, l'indice 17 est attribué à un service partiel Mons Station-État - Mons Clef du Bois.
La ligne est supprimée le 28 août 1955 et remplacée par une ligne d'autobus sous l'indice 18.

### Monographies
- R Dieudonné, Groupe du Hainaut : Le réseau de Mons - Borinage, Bruxelles, AMUTRA, 227 p.